# Копытов, Дмитрий Александрович
Дмитрий Александрович Копытов (укр. Дмитро Олександрович Копитов; род. 29 мая 1998, Терешки, Полтавская область) — украинский футболист, полузащитник

## Игровая карьера
Воспитанник ДЮСШ им. Горпинка. В 2012 году перешёл в состав юношеской команды донецкого «Металлурга». С 2014 года тренировался с первой командой «металлургов», но из-за высокой конкуренции в команде не сыграл за нее ни одного официального поединка. Зато выступал за дончан в юношеском и молодежном первенстве.
В 2015 году, после расформирования «Металлурга», вместе с другими игроками молодежного состава перешёл в состав каменской «Стали», где сначала также выступал за команду U-19 и U-21. 29 июля 2017 дебютировал за каменскую команду в поединке УПЛ против донецкого «Шахтёра» и в течение сезона провёл 20 официальных матчей во всех турнирах, в которых отметился 2 забитыми голами.
В июле 2018 стал игроком киевского «Динамо», но за первую команду так и не дебютировал, играл только за молодежный состав. Поэтому в начале 2019 на правах аренды перешёл в команду первой лиги «Авангард» (Краматорск).
Сезон 2019/20 провёл в армянской команде «Локомотив» (Ереван), с которой в первой лиге успешно боролся за выход в высший дивизион, однако впоследствии команду дисквалифицировали за участие в организации договорных матчей. Сам игрок был пожизненно отстранен Федерацией футбола Армении от любой деятельности, связанной с футболом на территории Армении), однако уже в конце июля 2021 года он был оправдан Спортивным арбитражным судом в Лозанне.
В сентябре 2020 подписал контракт с черновицким футбольным клубом «Буковина», однако уже в феврале следующего года стал игроком клуба: «Рубикон» (Киев). В летнее межсезонье 2021 подписал контракт с клубом родного края: «Полтава».

### В сборной
В 2017 году провел два поединка за юношескую сборную Украины до 19 лет.

## Достижения
- Победитель молодёжного первенства Украины: 2018/19